# Vahide Perçin
Vahide Perçin (Esmirna, 13 de juny de 1965) Actriu de cinema, televisió i teatre de nacionalitat turca, coneguda durant molt de temps amb el seu cognom de casada "Vahide Gördüm". Després del seu divorci, canvia el nom amb el cognom de soltera.

## Primers anys
Vahide Perçin va néixer el 13 de juny de 1965 a Karşıyaka, districte d'Esmirna, Turquia. És filla d'una família de immigrants grecs; Des dels seus 9 mesos de vida, la seva mare va patir una malaltia que la va fer romandre d'hospital a hospital, tractant de millorar el seu estat de salut, per la qual cosa Vahide és criada per la seva àvia paterna al costat dels seus germans barons ja que la seva àvia materna havia mort. El seu pare era camioner i si bé vivien a la mateixa llar, la seva feina no li permetia romandre gaire temps a casa seva. Quan Vahide tenia entre 4 i 5 anys, la seva mare va tornar per un temps a viure amb ells, però novament va haver de ser hospitalitzada fins al moment que Vahide acaba els estudis secundaris. Des de llavors i fins a l'any 2003 va poder viure-hi, ja que van trobar la manera de mantenir amb bona salut la seva mare. Tot i les dificultats, van aconseguir establir un fort vincle entre mare i filla. Va perdre la seva àvia l'any 1998, la seva mare el 2003, el seu pare el 2007 i, finalment, el seu germà Güven Perçin l'any 2016 d'un atac de cor.

## Estudis
Quant als estudis, en acabar l'escola secundària, va ingressar a la Facultat d'Economia, però realment el que ella volia era actuar. Finalment ingressa a la Universitat Dokuz Eylül de Belles Arts, a l'escola de teatre i completa la carrera entre 1991/1992. Va acabar els estudis com la millor estudiant i va rebre un gran suport del seu professor Özdemir Nutku. Després d'acabar la universitat es viurà a Ankara, unint-se a l'equip de treball del Teatre (AST) d'aquesta ciutat com a professora. Més tard, el 1999, accepta una oferta del Teatre Estatal de la ciutat d'Adana i on hi viu per uns anys.

## Cursa
El 2003, Perçin va començar la seva carrera televisiva encarnant Suzan Kozan a la sèrie de televisió Bir İstanbul Masalı. La família més tard es muda a Istanbul i poc després fa de Fulya a la sèrie de televisió Hırsız Polis. En 2006, protagonitza la pel·lícula İlk Aşk al costat de Çetin Tekindor. Va guanyar el 2007 el premi Golden Boll com a millor actriu a la pel·lícula İlk Aşk. Des del 2007 al 2010, va actuar a la sèrie Annemobtenint el seu primer protagónico com Zeynep Eğilmez. El 2010, va esteralitzar Zephyr. La pel·lícula va ser seleccionada per al 47è de l'Antalya "Golden Orange" International Film Festival i 35è Toronto International Film Festival, on la pel·lícula va ser premiada. Entre 2011 i 2012 va protagonitzar Adini Feriha Koydum (El secret de Feriha) al costat de Hazal Kaya. A la segona temporada deixa la sèrie per raons de salut.
El 2012, Perçin va protagonitzar la sèrie Merhaba Hayat, la qual està basada en la sèrie americana original Private Practice . Va compartir el protagónico amb Yetkin Dikinciler, Seda Güven, Nihan Büyükağaç, Yasemin Sanino, Melike Güner i Keremcem. El 13 de gener de 2013, la sèrie va concloure després 13 episodis. El juny de 2013 integra l'elenc de Muhteşem Yüzyıl (El sultà o Suleiman, el gran sultà) amb el rol de Hurrem en reemplaçament de Meryem Uzerli que va deixar la sèrie per motius de salut.
El 2016 torna a protagonitzar amb l'actor Talat Bulut (Annem), la sèrie Göç Zamanı i si bé el canal esperava una gran acceptació per part dels televidents, la sèrie finalitza després de 15 episodis per baix índex d'audiència. El mateix any comença a treballar a la sèrie Anne (Mare/Tot per la meva Filla) compartint pantalla amb l'actriu Cansu Dere, al paper de Gönül. Aquesta adaptació turca de Mother, reeixit drama japonès, es converteix ràpidament en una de les sèries més vistes de l'època, comptant amb una bona rebuda de l'audiència, tant que és venuda a diversos països del món, incloent Amèrica Llatina, on l'actriu Vahide Perçin comença a ser molt més reconeguda als països de parla hispana. L'any 2018, filma amb el famós actor turc Kadir İnanır, la pel·lícula Kapı que va ser estrenada als cinemes turcs a principis del mes d'abril del 2019 i va estar en cartellera per diverses setmanes; Si bé, la pel·lícula no va tenir abast als cinemes de Llatinoamèrica, s'espera properament a la plataforma Netflix (2021). A més va ser presentada a diversos països d'Europa i reconeguda amb moltes premiacions.
El seu darrer treball va ser protagonitzar al costat d'altres actors com Murat Ünalmış, Uğur Güneş i Hilal Altınbilek, la sèrie Bir Zamanlar Çukurova, fins a principis del seu 3r. temporada. La mateixa va ser realitzada a la província d'Adana, Turquia i transcorre a l'època dels anys 70; se la pot veure a Vahide Perçin al paper de Hünkar Yaman. La sèrie es va mantenir des dels seus inicis i fins a l'actualitat, entre els primers llocs de l'índex d'audiència de la TV Turca, consagrant-se com una de les més exitoses d'aquests moments. Ja va ser venuda a diversos països de Llatinoamèrica com Puerto Rico (WAPA TV), Mèxic (IMATGE TV), Xile (MEGA), Paraguai, EUA hispà, Colòmbia entre d'altres, sent Argentina (TELEFE) l'últim país que va acordar la compra de la sèrie.

## Vida personal
El 1991, va contreure matrimoni amb l'actor Altan Gördüm. El 1994, van tenir una filla anomenada Alize, qui també és actriu.
La parella es divorcia a finals de l'any 2012. Tot i això, mantenen una bona relació fins a l'actualitat.
En 2011, Vahide Perçin va ser diagnosticada amb càncer de mama. Després d'un tractament exitós, va aconseguir superar aquesta malaltia l'any següent.
Vahide Perçin, a més dels seus treballs com a actriu a Cinema, TV i Teatre, funda el 2009 una Acadèmia de Teatre al costat del seu exespòs. " Akademi 35 Buçuk " Contribueixen així, a l'educació de nous actors (i artistes en general) al Districte de Şişli, Província d'Istanbul. Aquí, juntament amb altres professors, s'exerceix com a instructora i supervisa l'entrenament que brinden. També va impartir classes a la Universitat de Maltepe a Istanbul.

## Filmografia

### Televisió
| Any       | Títol                 | Personatge              | Nota(s)               |
| --------- | --------------------- | ----------------------- | --------------------- |
| 2003-2005 | Bir İstanbul Masalı   | Suzan Kozan             | Actriu de repartiment |
| 2005-2007 | Hırsız Poli des       | Fulya                   | Actriu de repartiment |
| 2007-2009 | Annem                 | Zeynep Eğilmez          | Protagonista          |
| 2009-2010 | És És                 | Berivan                 | Actriu de repartiment |
| 2011-2012 | El secret de Feriha   | Zehra Yılmaz            | Protagonista          |
| 2012-2013 | Merhaba Hayat         | Deniz Korel             | Protagonista          |
| 2013-2014 | El Sultà              | Sultana Hürrem (adulta) | Protagonista          |
| 2016      | Göç Zamanı            | Cennet                  | Protagonista          |
| 2016-2017 | Anne                  | Gönül Aslan             | Protagonista          |
| 2018-2020 | Bir Zamanlar Çukurova | Hünkar Yaman            | Protagonista          |

### Cinema
| Any  | Títol              | Personatge | Nota(s)               |
| ---- | ------------------ | ---------- | --------------------- |
| 2005 | Anlat İstanbul     | Hürrem     | Protagonista          |
| 2006 | İlk Aşk            | Nevin      | Protagonista          |
| 2006 | Kilit              | Işık       | Protagonista          |
| 2007 | İyi Seneler Londra | Ferda      | Actriu de repartiment |
| 2008 | Devrim Arabaları   | Suna       | Actriu de repartiment |
| 2011 | Zefir              | Ai         | Protagonista          |
| 2014 | Fatmagul           | Ayhan      | Protagonista          |
| 2019 | Kapı               | Şemsa      | Protagonista          |

### Teatre
| Any  | Títol                              |
| ---- | ---------------------------------- |
| 2016 | Kadınlar, Filler Ve Saireler Yazan |
| 2007 | Evlilikte Ufak Tefek Cinayetler    |
| 2002 | Olağanüstü Bir Gece                |
| 2001 | Cadı Kazanı                        |
| 2001 | Kızılırmak Karakoyun               |
| 2000 | Ayrılık                            |
| 1999 | Köse Dağın Köprüsü                 |
| 1998 | Barış                              |
| 1997 | Oyunun Oyunu                       |
| 1996 | Şeytan Örümceği                    |
| 1994 | Paçar Keyfi                        |
| 1993 | 403.Kilòmetre                      |
| 1992 | Yer Demir Gök Bakır                |
|      | Fehmi Paşa Konağı                  |
|      | Macbeth                            |

## Premis
| Any  | Premi                                                           | Categoria               | Treball                         |
| ---- | --------------------------------------------------------------- | ----------------------- | ------------------------------- |
| 1996 | Institut d'art                                                  | Millor actriu           |                                 |
| 2007 | 14è Internacional Adana Festival de cinema                      | Millor actriu           | İlk Aşk                         |
| 2007 | Associació de Periodistes de la revista: Premis de Lent de l'Or | Millor actriu de teatre | Evlilikte Ufak Tefek Cinayetler |
| 2008 | Societat radiofònica i Televisiva Periodistes dels Premis d'Any | Actriu de l'Any         | Annem                           |